# Neoscona lotan
Neoscona lotan là một loài nhện trong họ Araneidae.
Loài này thuộc chi Neoscona. Neoscona lotan được Gershom Levy miêu tả năm 2007.